# مارتن فينكلر
مارتن فينكلر (بالألمانية: Marten Winkler)‏ هو لاعب كرة قدم ألماني، ولد في 31 أكتوبر 2002 في فرانكفورت في ألمانيا.

## وصلات خارجية
- مارتن فينكلر على موقع قاعدة بيانات كرة القدم.إي يو (الإنجليزية)
- مارتن فينكلر على موقع بيانات كرة القدم. دي إي (الألمانية)
- مارتن فينكلر على موقع Soccerbase.com (لاعب) (الإنجليزية)
- مارتن فينكلر على موقع Soccerway.com (الإنجليزية)
- مارتن فينكلر على موقع عالم كرة القدم.نت (الإنجليزية)